# براد جونسون
براد جونسون (بالإنجليزية: Brad Johnson)‏ (و. 1959 – م) هو ممثل، وممثل تلفزيوني، وعارض، من الولايات المتحدة الأمريكية، ولد في توسان، أريزونا.

## وصلات خارجية
- براد جونسون على موقع IMDb (الإنجليزية)
- براد جونسون على موقع ألو سيني (الفرنسية)
- براد جونسون على موقع أول موفي (الإنجليزية)
- براد جونسون على موقع قاعدة بيانات الأفلام السويدية (السويدية)
- براد جونسون على موقع إن إن دي بي (الإنجليزية)
- براد جونسون على موقع قاعدة بيانات الفيلم (الإنجليزية)
- براد جونسون على موقع كينوبويسك (الروسية)